# 安田站 (高知縣)
安田站（日语：／ Yasuda eki */?）是位於高知縣安藝郡安田町西島，土佐黑潮鐵道的後免·奈半利線車站。車站編號為GN23。為安田町的中心且唯一的鐵道車站。車站與高知縣道12號成立體交匯。

## 車站構造
高架車站一座。本身採用不設站房的簡易車站模式，但是，由於高田町在車站的南邊興建了安田町文化中心，文化中心內提供了部份站房應有設施，所以也間接替代了作為候車室的功能。

### 月台

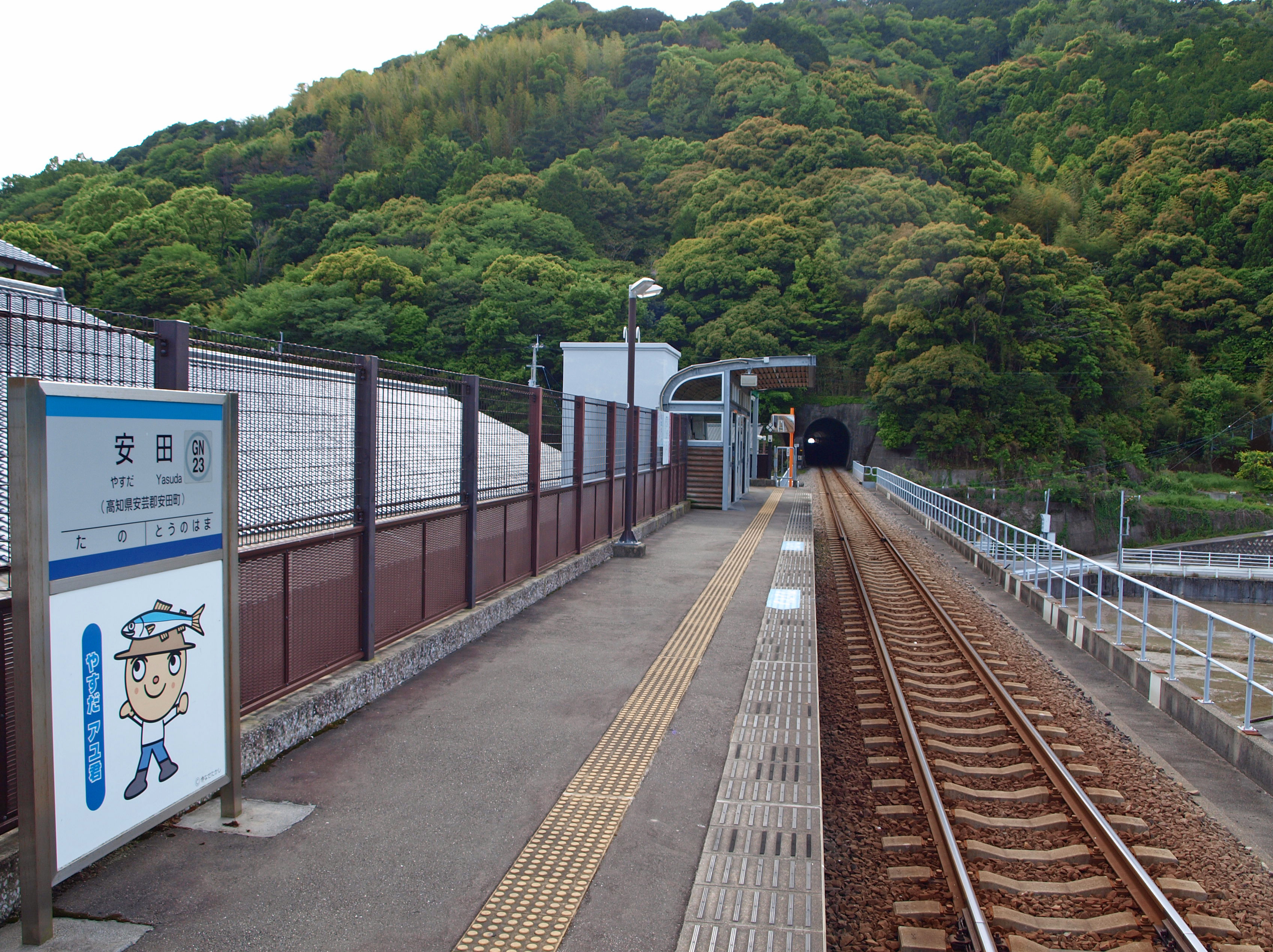
月台望向安藝方向

設有1面1線的單式月台。月台位於路軌南邊。月台與車站地面出入口之間設有升降機。
| 路線           | 上下行 | 方向                                  |
| -------------- | ------ | ------------------------------------- |
| ■後免·奈半利線 | 上行   | 奈半利方向                            |
| ■後免·奈半利線 | 下行   | 安藝、後免、經■JR土讚線直通至高知方向 |

### 吉祥物
吉祥物是一名稱為「安田 香魚君」的漁夫。形象取自安田川的香魚。他頭上有一頂附有香魚的漁帽。該塑像設置於入口旁的車路與縣道12號的交界、班馬線的旁邊。
原本此站的吉祥物的形象是螢火蟲，並名為「安田螢火蟲君」，但是由於沿線首長表示與形象不同而變為現時的吉祥物。

## 歷史
- 2002年7月1日：車站啟用[4][5]。

## 相鄰車站
土佐黑潮鐵道
■後免·奈半利線
■快速A、■快速B、■普通
唐濱（GN24）－安田（GN23）－田野（GN22）

## 外部連結
- 土佐黑潮鐵道安田站
- GotoGotoWeb 安田站介紹